# Axixá do Tocantins
Axixá do Tocantins es un municipio brasilero del estado del Tocantins. Se localiza a una latitud 05º36'59" sur y a una longitud 47º47'10" oeste, estando a una altitud de 210 metros. Su población estimada en 2009 era de 10.203 habitantes. Es el menor municipio del Tocantins, con un área de apenas 104,89 km².

## Economía
La economía se basa en la agricultura familiar, comercio y programas gubernamentales.

## Historia
El origen del nombre "AXIXÁ" se debe la existencia, en la región, de gran cantidad de árboles, bastante altos, de frutos oleaginosos denominados Axixá.
La Cámara Municipal de Itaguatins, a través de la Ley n.º 01, del 9 de febrero de 1963, elevó el poblado de Axixá a Distrito, y por la Ley del Estado de Goiás, n.º 4.682, del 14 de octubre, de aquel año, fue el mismo elevado a la categoría de Municipio, desmembrándose del territorio de Itaguatins. El nuevo Municipio fue instalado el 1 de enero de 1964.